# Gräberfeld von Gatersleben
Das Gräberfeld von Gatersleben war ein kleines Gräberfeld mit drei Körperbestattungen bei Gatersleben, einem Ortsteil der Gemeinde Seeland im Salzlandkreis (Sachsen-Anhalt). Es ist der namensgebende Fundort für die jungneolithische Gaterslebener Kultur (4500–4000 v. Chr.). Die Funde aus Grab 1 befinden sich heute im Städtischen Museum Halberstadt, die Funde aus den Gräbern 2 und 3 im Schlossmuseum Quedlinburg.

## Lage
Das Gräberfeld befand sich südöstlich von Gatersleben am Steilhang des Karnickelbergs am nordöstlichen Ufer der Selke. Aus der näheren Umgebung sind noch zwei weitere Fundstellen der Gaterslebener Kultur bekannt. Aus der Gemeindekiesgrube am Schäferberg wurden im Jahr 1886 zwei Gefäße geborgen, die wahrscheinlich als Grabbeigaben anzusprechen sind. Vom westlich des Ortes gelegenen Gelände des Instituts für Kulturpflanzenforschung sind Siedlungsreste bekannt.

## Forschungsgeschichte
Die Gräber wurden in den 1930er Jahren bei Terrassierungsarbeiten entdeckt und 1938 von Karl Schirwitz publiziert. Die Eigenständigkeit des Gaterslebener Keramikstils war bereits 1900 von Alfred Götze anhand der Funde vom Gräberfeld von Rössen festgestellt worden, doch glaubten verschiedene Forscher zunächst an eine recht enge Verbindung zur Jordansmühler Kultur bzw. zur Baalberger Kultur. Erst 1953 erkannte Ulrich Fischer, dass eine stilistische Ähnlichkeit der Keramik zur Baalberger Kultur zwar besteht, dass Grabritus und Geräteinventar aber noch in bandkeramischer Tradition standen und das Gesamtbild somit für eine eigenständige Kulturgruppe sprach, die Fischer nach dem Gräberfeld von Gatersleben benannte.

## Beschreibung
Bei allen drei Bestattungen handelte es sich um einfache Flachgräber. Die Toten waren in schwacher Hockerlage in südost-nordwestlicher Orientierung beigesetzt worden. Die Grabbeigaben lagen in der Nähe des Kopfes. Nur für Grab 1 liegt eine genaue Beschreibung der Haltung des Toten vor.

### Grab 1
Der Tote lag auf der linken Seite in südost-nordwestlicher Richtung mit dem Kopf im Südosten und dem Blick nach Südwesten. Die Arme waren angewinkelt und die Hände lagen ineinander vor dem Gesicht. Die Oberschenkel waren nur leicht angezogen. Die Unterschenkel lagen im rechten Winkel zu den Oberschenkeln und waren überkreuzt. Die Grabbeigaben bestanden aus einem Becher mit langem geraden Hals, einer großen konischen Schale und einem Querbeil.

### Grab 2
Bei Grab 2 bestanden die Beigaben aus drei Bechern (davon einer recht groß und einer unregelmäßig gearbeitet) und einem Querbeil.

### Grab 3
Grab 3 enthielt als Beigaben einen dreigliedrigen Becher, einen Kugelbecher und eine kleine Amphore.